# Лускатка золотиста
Лускатка золотиста, Опеньок золоторунний  (Pholiota aurivella) — вид грибів роду фоліота (Pholiota).

## Морфологічна характеристика

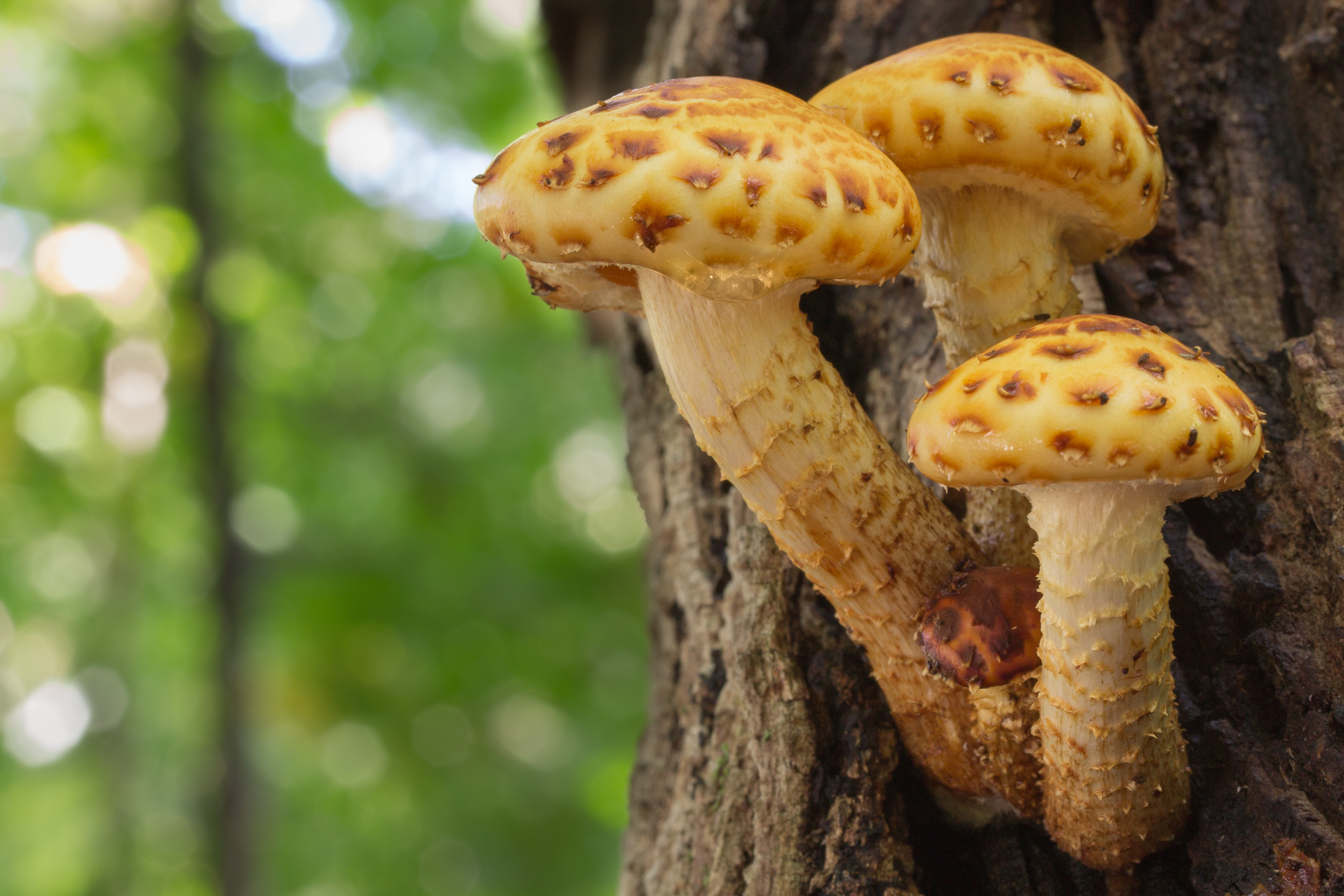

Цей гриб має брудно-золотисті або навіть іржаво-жовті шапки з розкиданими по всій поверхні червонуватими, досить великими лусками. Діаметр шапки до 18 см. У молодих грибів форма у вигляді широкого дзвоника або напівсферична, у зрілих грибів вона випукло-розпростерта з оригінально підігнутим краєм. Поверхня шапки здається клейкою, її край із залишками покривала. Перевернувши шапку, видно широкі пластинки, які ніби приросли до ніжки зубцем. Розрізавши зріле плодове тіло, видно жовтуватий м'якуш, який біля основи здається коричневим.

## Поширення та середовище існування
Цей гриб росте численними групами плодових тіл на стовбурах листяних дерев, особливо на вербах і тополях, нерідко навіть довкола них.

## Практичне використання
Лускатка золотиста — маловідомий їстівний шапковий гриб, який вживають свіжим і маринованим. Ознак, подібних із отруйними грибами, лускатка золотиста не має.